# Raúl Ruidíaz
Raúl Ruidíaz (Lima, 1990. július 25. –) perui válogatott labdarúgó, a perui Atlético Grau csatárja.

## Pályafutása

### Klubcsapatokban
Ruidíaz Peru fővárosában, Limában született. Az ifjúsági pályafutását az Universitario akadémiájánál kezdte.
2008-ban mutatkozott be az Universitario felnőtt keretében. 2012-ben a chilei Universidad de Chile, majd a brazíliai Corotiba szerződtette. 2013 és 2014 között az Universitario csapatát erősítette kölcsönben. 2015-ben a Melgarhoz, majd az Universitariohoz igazolt. 2016-ban a mexikói Monarcas Moreliához csatlakozott. 2018. július 10-én szerződést kötött az észak-amerikai első osztályban szereplő Seattle Sounders együttesével. Először a 2018. július 21-ei, Vancouver Whitecaps ellen 2–0-ra megnyert mérkőzés 61. percében, Will Bruin cseréjeként lépett pályára. Első gólját 2018. július 26-án, a San Jose Earthquakes ellen idegenben 1–0-ás győzelemmel zárult találkozón szerezte meg. 2024. március 23-án ő lett a klub MLS-korszakának minden sorozatát figyelembevéve a legjobb gólszerzője, megdöntve Fredy Montero 79 gólos rekordját. December 4-én a klub bejelentette, hogy nem hosszabbították meg a szerződését.
2025. április 3-án egyéves szerződést írt alá a perui Atlético Grau csapatával.

### A válogatottban
2011-ben debütált a perui válogatottban. Először a 2011. június 1-jei, Japán ellen 0–0-ás döntetlennel zárult mérkőzés 67. percében, Jefferson Farfánt váltva lépett pályára. Első válogatott gólját 2016. március 24-én, Venezuela ellen 2–2-es döntetlennel végződő VB-selejtezőn szerezte meg.

## Statisztikák
2023. június 22. szerint
| Klub             | Szezon   | Osztály  | Bajnokság | Bajnokság | Kupa  | Kupa | Nemzetközi | Nemzetközi | Összesen | Összesen |
| Klub             | Szezon   | Osztály  | Meccs     | Gól       | Meccs | Gól  | Meccs      | Gól        | Meccs    | Gól      |
| ---------------- | -------- | -------- | --------- | --------- | ----- | ---- | ---------- | ---------- | -------- | -------- |
| Seattle Sounders | 2018     | MLS      | 16        | 13        | 0     | 0    | —          | —          | 16       | 13       |
| Seattle Sounders | 2019     | MLS      | 26        | 15        | 0     | 0    | —          | —          | 26       | 15       |
| Seattle Sounders | 2020     | MLS      | 22        | 14        | 0     | 0    | 2          | 0          | 24       | 14       |
| Seattle Sounders | 2021     | MLS      | 27        | 17        | 0     | 0    | 3          | 2          | 30       | 19       |
| Seattle Sounders | 2022     | MLS      | 18        | 9         | 0     | 0    | 7          | 3          | 25       | 12       |
| Seattle Sounders | 2023     | MLS      | 10        | 4         | 0     | 0    | —          | —          | 10       | 4        |
| Összesen         | Összesen | Összesen | 119       | 72        | 0     | 0    | 12         | 5          | 131      | 77       |

### A válogatottban
| Válogatott | Év       | Pályára lépés | Gól |
| ---------- | -------- | ------------- | --- |
| Peru       | 2011     | 3             | 0   |
| Peru       | 2012     | 3             | 0   |
| Peru       | 2013     | 1             | 0   |
| Peru       | 2014     | 2             | 0   |
| Peru       | 2015     | 1             | 0   |
| Peru       | 2016     | 12            | 3   |
| Peru       | 2017     | 4             | 0   |
| Peru       | 2018     | 10            | 1   |
| Peru       | 2019     | 7             | 0   |
| Peru       | 2020     | 3             | 0   |
| Peru       | 2021     | 4             | 0   |
| Peru       | 2022     | 2             | 0   |
| Peru       | 2023     | 2             | 0   |
| Összesen   | Összesen | 54            | 4   |

#### Góljai a válogatottban
| # | Időpont           | Helyszín                                                                  | Ellenfél  | Gólok | Eredmény | Kiírás                           |
| - | ----------------- | ------------------------------------------------------------------------- | --------- | ----- | -------- | -------------------------------- |
| 1 | 2016. március 24. | Nemzeti Stadion, Lima, Peru                                               | Venezuela | 2–2   | 2–2      | 2018-as VB-selejtező             |
| 2 | 2016. május 28.   | Robert F. Kennedy Memorial Stadion, Washington, Amerikai Egyesült Államok | Salvador  | 1–0   | 3–1      | Barátságos mérkőzés              |
| 3 | 2016. június 12.  | Gillette Stadion, Foxborough, Amerikai Egyesült Államok                   | Brazília  | 1–0   | 1–0      | 2016-os Copa América (B csoport) |
| 4 | 2018. március 27. | Red Bull Arena, Harrison, Amerikai Egyesült Államok                       | Izland    | 2–1   | 3–1      | Barátságos mérkőzés              |

## Sikerei, díjai
Seattle Sounders
- MLS
  - Bajnok (1): 2019

- CONCACAF-bajnokok ligája
  - Győztes (1): 2022

Perui válogatott
- Copa América
  - Ezüstérmes (1): 2019
  - Bronzérmes (1): 2011

Egyéni
- MLS All-Stars: 2021, 2022